# 田丸辰
田丸 辰（たまる とき、2002年2月6日 - ）は、日本の男性キックボクサー。東京都、広島県出身。TRY HARD GYM所属。RISE2階級覇者（フライ級、スーパーフライ級）。RISE WORLD SERIES 2023 -54kgトーナメント優勝。

## 来歴
父親が辰(トキ)と名付けた。名前は元プロボクサーの辰吉の辰と、北斗の拳のトキを合わせことが由来。5歳まで広島で育ち、その後は東京都北区で育った。両親、祖父母共に広島出身であり、年に一度、広島に帰省している。帰省時、家族との会話では広島弁を話している。
10歳からアマチュアキックボクサーとしてMAキックやBigbangアマチュアを中心に様々な王座の獲得やトーナメントの優勝などで活躍。

### プロデビュー
2017年9月3日にビッグバン〜統一への道〜が開催した「Bigbang 30」でプロデビュー。飯尾馨一と対戦し、3RKO勝ち。
2018年5月25日に開催されたRISE 124でRISEに初出場し、遠山翔太と対戦。3-0の判定勝ち。
2018年11月2日、RISE 128の初代RISEスーパーフライ級王座決定戦で金子梓と対戦し、3-0の判定勝ちで初代王座を獲得した。
2019年5月15日、RISE 132のRISEスーパーフライ級タイトルマッチで政所仁と対戦し、3-0の判定勝ちで初防衛に成功した。
2020年4月1日、アマチュア時代より所属していた平井道場を離れ、TRY HARD GYMに移籍。
2020年9月4日、RISE 142のRISEスーパーフライ級タイトルマッチで大﨑一貴と対戦し、0-3の判定負けで王座から陥落した。
2022年4月24日、RISE 157のRISE初代フライ級王座決定トーナメント準決勝で空龍と対戦し、1Rに偶発的なバッティングで鼻骨を骨折したため無効試合となった。8月大会で再戦となるも空龍が新型コロナウイルスに感染したため試合中止となり、特例でトーナメント決勝に進出。10月30日、RISE 162のトーナメント決勝で数島大陸と対戦し、3-0の判定勝ちで王座を獲得しRISE2階級制覇を達成した。
2023年3月26日、RISE ELDORADO 2023で-54kgトーナメントの出場権を賭けて風音と対戦し、3-0の判定勝ち。
2023年7月2日、RISE WORLD SERIES 2023 1st RoundのRISE WORLD SERIES 2023 -54kgトーナメント1回戦で、WPMF世界ライトフライ級王者でTrue4U 108ポンド王者のペッシラー・ウォー・ウラチャーと対戦して1Rに左膝蹴りによるKO勝ち。8月26日、トーナメント準決勝で大﨑一貴と再戦して2-0の判定勝ちでリベンジを果たした。9月14日、自身の防衛戦の目途が立たないことと減量苦を理由にRISEフライ級王座を返上。12月16日、トーナメント決勝でラジャダムナンスタジアム認定バンタム級王者のクマンドーイ・ペッティンディーアカデミーと対戦し、3-0の判定勝ちでトーナメント優勝。
2024年3月17日、RISE ELDORADO 2024のRISE世界バンタム級タイトルマッチで王者の志朗に挑戦。しかし1R終盤に偶然のバッティングで志朗が鼻骨を骨折したため無効試合となった。
2024年6月15日、RISE WORLD SERIES 2024 OSAKAでジョン・ヒョヌと対戦し、1R KO勝ち。試合後に志朗との再戦をアピールした。
2024年9月8日、RISE WORLD SERIES 2024 YOKOHAMAのRISE世界バンタム級タイトルマッチで王者の志朗とダイレクトリマッチを行い、0-3の判定負け。

### RIZIN出場以降
2025年3月26日にRIZINが開催した『RIZIN男祭り』の追加対戦カード発表記者会見にて、RIZINへの出場および平本丈と総合格闘技ルールで対戦することを発表。同年5月4日に開催された『RIZIN男祭り』で平本と対戦し、テイクダウン、グラウンドコントロールで劣勢となり、0-3の判定負け。

## 戦績

### プロ総合格闘技
| 総合格闘技 戦績 | 総合格闘技 戦績 | 総合格闘技 戦績 | 総合格闘技 戦績 | 総合格闘技 戦績 | 総合格闘技 戦績 | 総合格闘技 戦績 |
| --------------- | --------------- | --------------- | --------------- | --------------- | --------------- | --------------- |
| 1 試合          | (T)KO           | 一本            | 判定            | その他          | 引き分け        | 無効試合        |
| 0 勝            | 0               | 0               | 0               | 0               | 0               | 0               |
| 1 敗            | 0               | 0               | 1               | 0               | 0               | 0               |

| 勝敗 | 対戦相手 | 試合結果          | 大会名      | 開催年月日   |
| ×    | 平本丈   | 5分3R終了 判定0-3 | RIZIN男祭り | 2025年5月4日 |

### プロキックボクシング
| キックボクシング 戦績 | キックボクシング 戦績 | キックボクシング 戦績 | キックボクシング 戦績 | キックボクシング 戦績 | キックボクシング 戦績 | キックボクシング 戦績 |
| --------------------- | --------------------- | --------------------- | --------------------- | --------------------- | --------------------- | --------------------- |
| 24 試合               | (T)KO                 | 判定                  | その他                | 引き分け              | 無効試合              |                       |
| 18 勝                 | 4                     | 14                    | 0                     | 0                     | 2                     |                       |
| 4 敗                  | 0                     | 4                     | 0                     | 0                     | 2                     |                       |

| 勝敗 | 対戦相手                                 | 試合結果                          | 大会名 | 開催年月日     |
| ×    | 志朗                                     | 5R終了 判定3-0                    | RISE WS 2024 YOKOHAMA 【RISE世界バンタム級タイトルマッチ】                                                     | 2024年9月8日   |
| ○    | ジョン・ヒョヌ                           | 1R 0:36 KO                        | RISE WORLD SERIES 2024 OSAKA                                                                                   | 2024年6月15日  |
| ー   | 志朗                                     | 2R 無効試合 (偶然のバッティング)  | ABEMA presents RISE ELDORADO 2024 【RISE世界バンタム級タイトルマッチ】                                         | 2024年3月17日  |
| ○    | クマンドーイ・ペッティンディーアカデミー | 3R終了 判定3-0                    | RUF presents RISE WORLD SERIES 2023 Final Round 【RISE WORLD SERIES 2023 -54kg Tournament 決勝】               | 2023年8月26日  |
| ○    | 大﨑一貴                                 | 3R終了 判定2-0                    | ABEMA presents RISE WORLD SERIES 2023 2nd Round 【RISE WORLD SERIES 2023 -54kg Tournament（Bブロック）準決勝】 | 2023年7月2日   |
| ○    | ペッシラー・ウォー・ウラチャー           | 1R2:57 KO                         | ABEMA presents RISE WORLD SERIES 2023 1st Round 【RISE WORLD SERIES 2023 -54kg Tournament（Bブロック）1回戦】  | 2023年7月2日   |
| ○    | 風音                                     | 3R終了 判定3-0                    | Cygames presents RISE ELDORADO 2023                                                                            | 2023年3月26日  |
| ○    | クンスックノーイ・ブームデックシーン     | 3R終了 判定3-0                    | RISE164 | 2024年1月28日  |
| ○    | 数島大陸                                 | 5R終了 判定3-0                    | RISE162 【RISE初代フライ級王座決定トーナメント 決勝】                                                          | 2022年10月30日 |
| ー   | 空龍                                     | 1R 無効試合（偶然のバッティング） | RISE157 【RISE初代フライ級王座決定トーナメント 準決勝】                                                        | 2022年4月24日  |
| ×    | 政所仁                                   | 3R終了 判定0-3                    | Cygames presents RISE WORLD SERIES 2021 OSAKA                                                                  | 2021年7月18日  |
| ×    | 大﨑一貴                                 | 3R終了 判定0-3                    | RISE142 【RISEスーパーフライ級タイトルマッチ】                                                                 | 2020年9月4日   |
| ○    | MASAKING                                 | 3R終了 判定3-0                    | RISE on ABEMA                                                                                                  | 2020年7月12日  |
| ×    | 鈴木真彦                                 | 3R終了+延長終了 判定0-3           | Cygames presents RISE WORLD SERIES 2019 Final Round                                                            | 2019年9月16日  |
| ○    | 政所仁                                   | 3R終了 判定3-0                    | RISE132 【RISEスーパーフライ級タイトルマッチ】                                                                 | 2019年5月19日  |
| ○    | 一樹                                     | 1R1:56 KO                         | RISE130 | 2019年2月3日   |
| ○    | 金子梓                                   | 3R終了 判定3-0                    | RISE128 【初代RISEスーパーフライ級王座決定戦】                                                                 | 2018年11月2日  |
| ○    | 林祐哉                                   | 3R終了 判定3-0                    | RISE127 | 2018年9月16日  |
| ○    | KING剛                                   | 3R終了 判定3-0                    | RISE126 | 2018年7月16日  |
| ○    | 遠山翔太                                 | 3R終了 判定3-0                    | RISE124 | 2018年5月25日  |
| ○    | 清志                                     | 3R終了 判定3-0                    | Bigbang32 ビッグバン 統一への道 其の32                                                                         | 2018年2月18日  |
| ○    | 萩原秀斗                                 | 3R終了 判定3-0                    | Bigbang31 ビッグバン 統一への道 其の31                                                                         | 2017年12月3日  |
| ○    | 飯尾馨一                                 | 3R 2:02 KO                        | Bigbang30 ビッグバン 統一への道 其の30                                                                         | 2017年9月3日   |

## 獲得タイトル
- アマチュア
  - MAキックJr -28kg級王座
  - Bigbangアマチュア -31kg級王座
  - Bigbangアマチュア -34kg級王座
  - Bigbangアマチュアトーナメント -37kg級 優勝
  - Bigbangアマチュア -37kg級王座
  - Bigbangアマチュア -40kg級王座
  - アマチュアシュートボクシング2014全日本王座決定戦ジュニア45kg以下の部 優勝
  - BigBangアマチュア -50kg級王座
  - KAMINARIMON全日本ジュニア -55㎏級トーナメント 優勝
  - BigBangアマチュア -55kg級王座
  - J-NETWORKアマチュアチャンピオンシップトーナメントバンタム級 優勝
  - K-1チャレンジ全日本大会Aクラス -55kgトーナメント 優勝
- プロキックボクシング
  - 初代RISEフライ級王座
  - 初代RISEスーパーフライ級王座
  - RISE WORLD SERIES 2023 -54kg Tournament 優勝

## 受賞歴
- RISE’s PRIZE 2023 MVP
- イーファイト格闘技月間ベストファイター賞（2023年12月）
- RUF presents RISE WS 2023 Final Round MVP